# Hysteronaevia
Hysteronaevia — рід грибів родини Dermateaceae. Назва вперше опублікована 1984 року.